# Воздвиженский сельский округ (Клинский район)
Воздвиженский сельский округ — упразднённая административно-территориальная единица, существовавшая на территории Клинского района Московской области в 1994—2006 годах.
Воздвиженский сельсовет был образован в первые годы советской власти. По данным 1919 года он входил в состав Круговской волости Клинского уезда Московской губернии.
В 1923 году к Воздвиженскому с/с были присоединены Бортницкий, Владимировский, Игумновский и Новосёлковский.
В 1926 году Воздвиженский с/с включал село Воздвиженское, деревни Бортницы, Владимировка, Игумново и Новоселки, а также агропункт и лечебницу.
В 1929 году Воздвиженский с/с был отнесён к Клинскому району Московского округа Московской области.
20 августа 1939 года Воздвиженский с/с был передан в новый Высоковский район.
4 января 1952 года из Воловниковского с/с в Воздвиженский было передано селение Гологузово.
14 июня 1954 года к Воздвиженскому с/с был присоединён Подорковский сельсовет.
7 декабря 1957 года Высоковский район был упразднён и Воздвиженский с/с был возвращён в Клинский район.
27 августа 1958 года из Воздвиженского с/с в Чернятинский были переданы селения Воздвиженское, Гологузово и Игумново. В результате центром сельсовета стало селение Подорки, а сам сельсовет переименован в Подорковский сельсовет.
1 февраля 1963 года Клинский район был упразднён и Подорковский с/с вошёл в Солнечногорский сельский район. 11 января 1965 года Подорковский с/с был возвращён в восстановленный Клинский район.
27 января 1966 года из Чернятинского с/с в Подорковский было передано селение Воздвиженское, которое стало центром сельсовета. Сельсовет был переименован обратно в Воздвиженский сельсовет.
10 марта 1975 года к Воздвиженскому с/с был присоединён Степанцевский сельсовет.
3 февраля 1994 года Воздвиженский с/с был преобразован в Воздвиженский сельский округ.
27 февраля 2003 года к Воздвиженскому с/о был присоединён Чернятинский с/о.
В ходе муниципальной реформы 2004—2005 годов Воздвиженский сельский округ прекратил своё существование как муниципальная единица. При этом его населённые пункты были переданы в сельское поселение Воздвиженское.
29 ноября 2006 года Воздвиженский сельский округ исключён из учётных данных административно-территориальных и территориальных единиц Московской области.